# Wilhelmina Iwanowska
Wilhelmina Iwanowska   (Vílnius, 2 de setembre de 1905 - Toruń, 16 de maig de 1999)

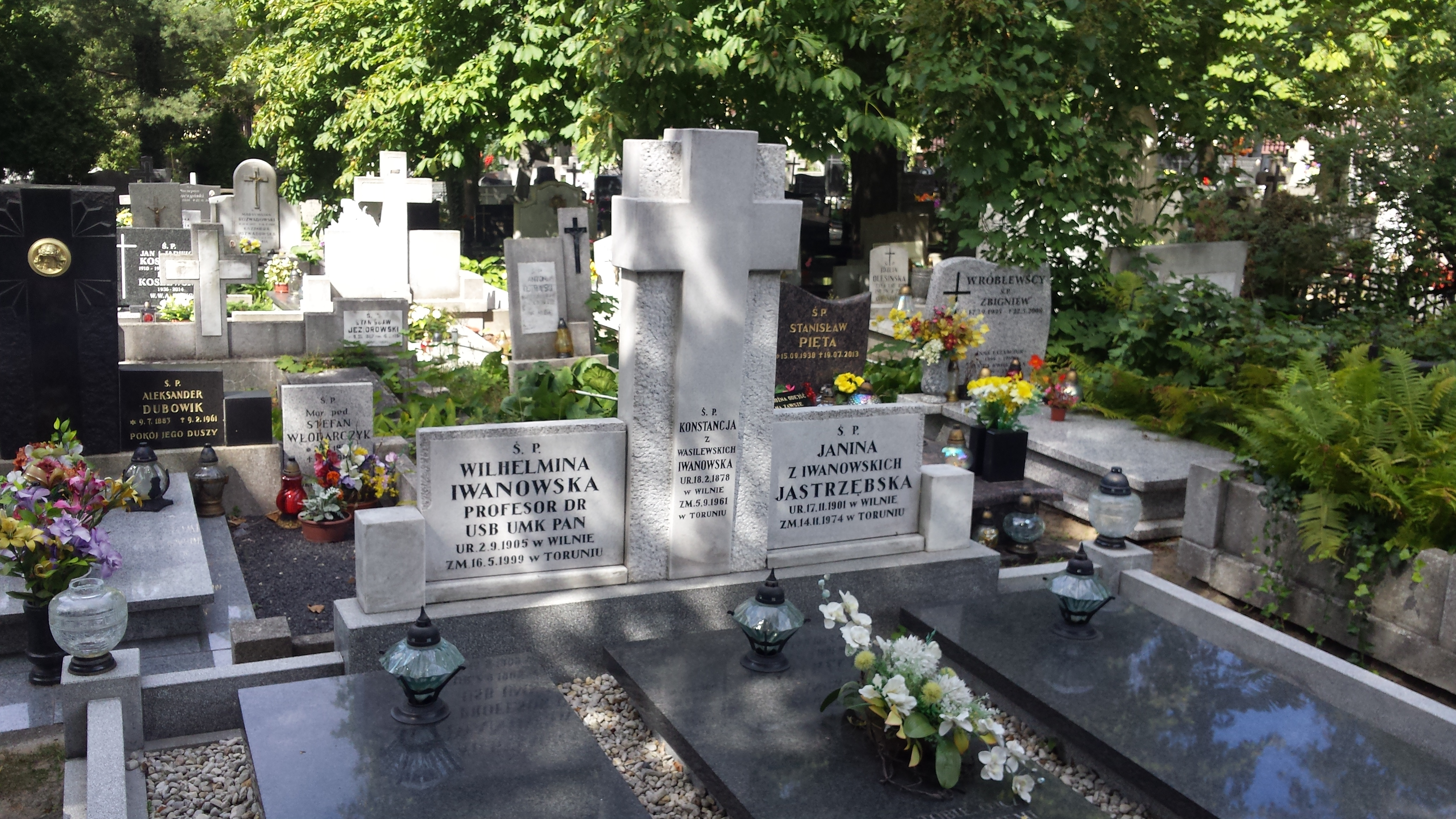
Tomba de Wilhelmina Iwanowska

va ser una astrònoma polonesa i la primera professora d'astrofísica a Polònia. Iwanowska va ser pionera de l'astrofísica en la ciència polonesa.

## Infància i família
Wilhemina Iwanowska va néixer en una família noble a les terres frontereres de Polònia, però no tenien diners.

## Educació
Wilhemina Iwanowska va començar els seus estudis de matemàtiques a Vílnius, a la Universitat de Stefan Batory (USB). Iwanowska també va començar a treballar a la Universitat el 1927. A la Universitat, Iwanowska va estudiar amb Juliusz Rudnicki i va obtenir el seu màster en funcions analítiques el 1929. Després, el 1933, va rebre el seu Doctorat en Ciències en astronomia. El 1937, Iwanowska va rebre el seu títol de Docent en astronomia.

## Carrera professional
El 1926, Władysław Dziewulski, professor de la Universitat, va oferir a Iwanowska una feina a l'Observatori Astronòmic de la Universitat Jagellònica. Així, el 1927, va començar la professió d'Iwanowska com a astrònoma, un període que va incloure l'auge de l'astrofísica a la ciència polonesa i els seus primers assoliments.
De 1934 a 1935, Iwanowska es va centrar en l'espectroscòpia astronòmica durant les seves pràctiques a l'Observatori d'Estocolm. El 1937 a la USB, va presentar la seva tesi postdoctoral on «va caracteritzar supergegants estel·lars basant-se en l'anàlisi de les seves característiques espectrals».
De 1945 a 1999, Iwanowska va treballar a la Universitat de Toruń. El 14 de juliol de 1945, Iwanowska i uns 200 altres membres del personal de la USB van ser traslladats a Toruń. Iwanowska i els altres científics van tenir èxit a l'hora d'establir una universitat a Toruń. El 26 d'agost de 1945 es va fundar la Universitat Nicolaus Copèrnic que incloïa dos departaments (astronomia i astrofísica). Va ser una de les fundadores de la Universitat Nicolaus Copèrnic i de l'Escola d'Astronomia i Radioastronomia de Toruń, i va ajudar a desenvolupar molts dels seus programes. El 1946, Wilhemina Iwanowska es va convertir en la primera professora d'astrofísica a Polònia.
Iwanowska va ser la cap de l'observatori de Toruń des del 1952 fins al 1976, que va ser l'any de la seva jubilació. Sota la seva direcció, Iwanowska va promoure dinou doctors. A més, vuit dels seus estudiants van passar a ser professors.
Iwanowska era un visitant freqüent de molts observatoris d'Europa. També va visitar els Estats Units d'Amèrica i el Canadà. Durant el mes de gener de 1973, Iwanowska va ser una convidada d'honor del Comitè Nacional Canadenc del Quincentenari de Nicolaus Copernicus, la Reial Societat Astronòmica del Canadà i el Consell Nacional d'Investigació.

## Investigacions notables
- En el curs de la seva investigació, Iwanowska va descobrir una nova escala de distància a l'Univers, que es considera el seu major assoliment.[2]
- L'any 1933, Iwanowska va defensar la seva tesi doctoral sobre observacions fotogràfiques en dos colors.[2]
- El 1937, va presentar la seva tesi d'habilitació en la qual «va caracteritzar supergegants estel·lars basant-se en l'anàlisi de les seves característiques espectrals».[2]
- La bibliografia científica d'Iwanowska inclou aproximadament 150 treballs.[2]

## Premis, honors i distincions
- De 1973 a 1979, Iwanowska va ser la vicepresidenta de la Unió Astronòmica Internacional.[1]
- Iwanowska també va ser membre de l'Acadèmia de Ciències de Polònia.[1]
- Iwanowska es va convertir en la primer directora de l'Institut d'Astronomia de la Universitat Copèrnic de Toruń.[8]
- Iwanowska va ser doctora honoris causa a tres universitats (a Winnipeg, a Leicester i la Toruń).[1]
- El 1995 va rebre la Gran Creu de l'Ordre de Polònia Restituta.[1]
- El 1973, es va convertir en ciutadana honorària de Winnipeg.[7]
- El 1997, es va convertir en ciutadana honorària a Toruń.[7]
- El papa li va lliurar la medalla «Pro Ecclesia et Pontifice».[1]
- L'asteroide 198820[9] porta el nom de la memòria d'Iwanowska.[4]

## La seva mort
Wilhemina Iwanowska va morir el 16 de maig de 1999. Va ser enterrada a Toruń al costat de la seva mare, germana i neboda.